# Bühne 36
Bühne 36 – Känguru & Co – Systemrelevanter Humor mit Marc-Uwe Kling und drei Anderen ist eine deutsche Unterhaltungssendung, die seit dem 29. Mai 2016 vom rbb Fernsehen ausgestrahlt wird. Moderiert wird die Sendung von Autor und Kabarettist Marc-Uwe Kling. 
Der Autor und Kabarettist Marc-Uwe Kling ist durch seinen Bestseller „Die Känguru-Chroniken“ deutschlandweit bekannt. Er gewann u. a. den Deutschen Kleinkunstpreis, den Deutschen Hörbuchpreis und mit Radio Fritz vom rbb den Deutschen Radiopreis für die beste Comedy. Von seinem WG-Mitbewohner, dem schnapspralinensüchtigen, kommunistischen Känguru, war auch in der rbb-Fernsehsendung immer wieder die Rede.
Julius Fischer ist bekannt für die MDR-Sendung „Comedy mit Karsten“, Sebastian Lehmann über seine Kolumne „100 liebsten Jugendkulturen“ bei Radioeins vom rbb. Statt einer Showband steht in der Fernsehsendung nur ein Heavy-Metal-Bassist mit auf der Bühne: „Boris the Beast“.
Aufgezeichnet wurde die Show Ende Februar im Club Monarch in Kreuzberg, wo auch die Live-Veranstaltung jahrelang stattfand.